# Karl Bielser
Karl Bielser (1903) è stato un calciatore svizzero, di ruolo difensore.

## Carriera

### Nazionale
Ha collezionato 8 presenze con la propria Nazionale.

## Palmarès

### Club
- Coppa Svizzera: 1

Basilea: 1932-1933